# Weg in den Tod

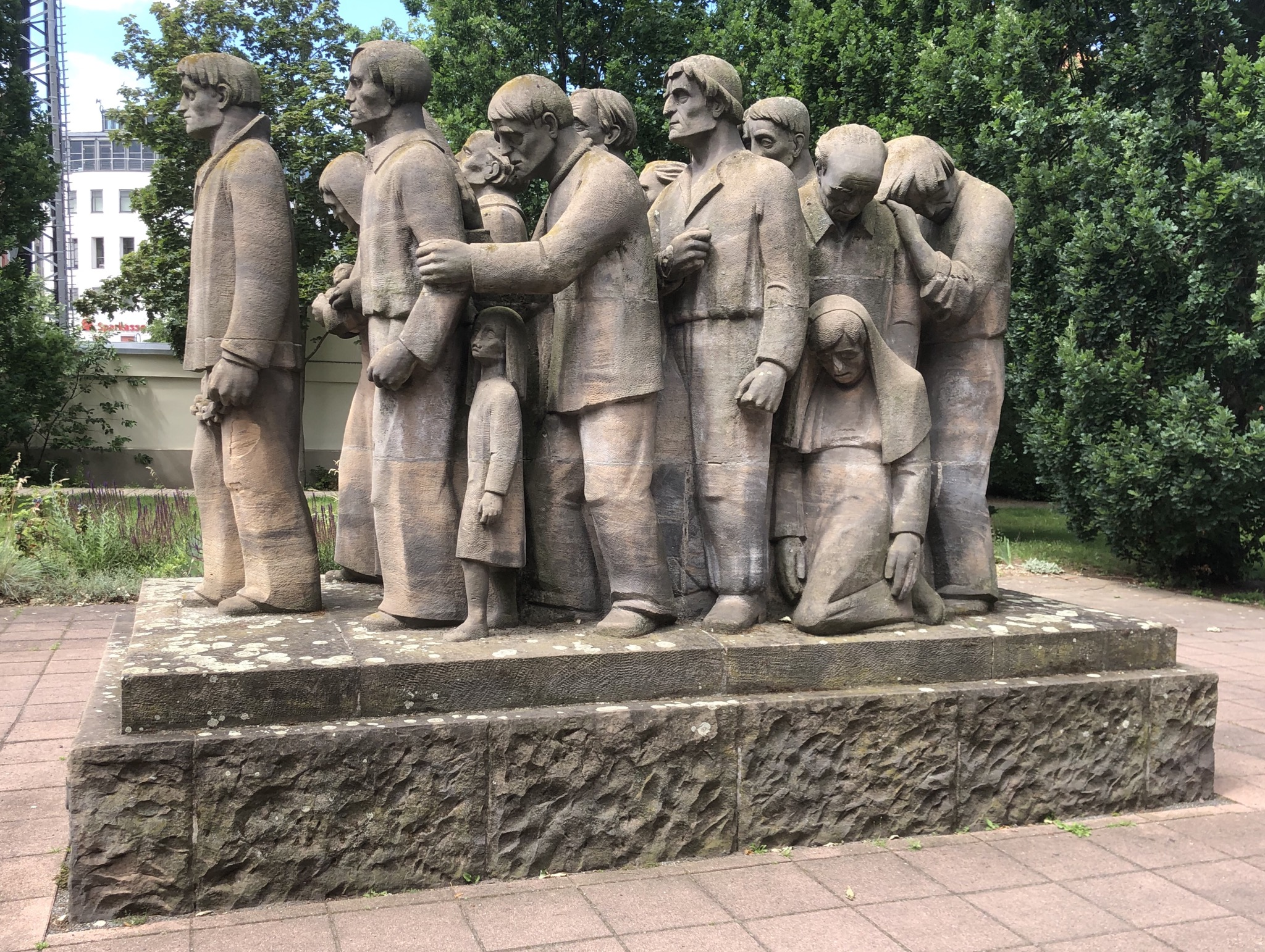
Ostseite

Weg in den Tod ist ein denkmalgeschütztes Denkmal für die Opfer der nationalsozialistischen Gewaltherrschaft in Schönebeck (Elbe) in Sachsen-Anhalt.

## Lage
Es befindet sich im Park des Friedens auf der Nordseite der Nicolaistraße in der Schönebecker Innenstadt.

## Gestaltung und Geschichte

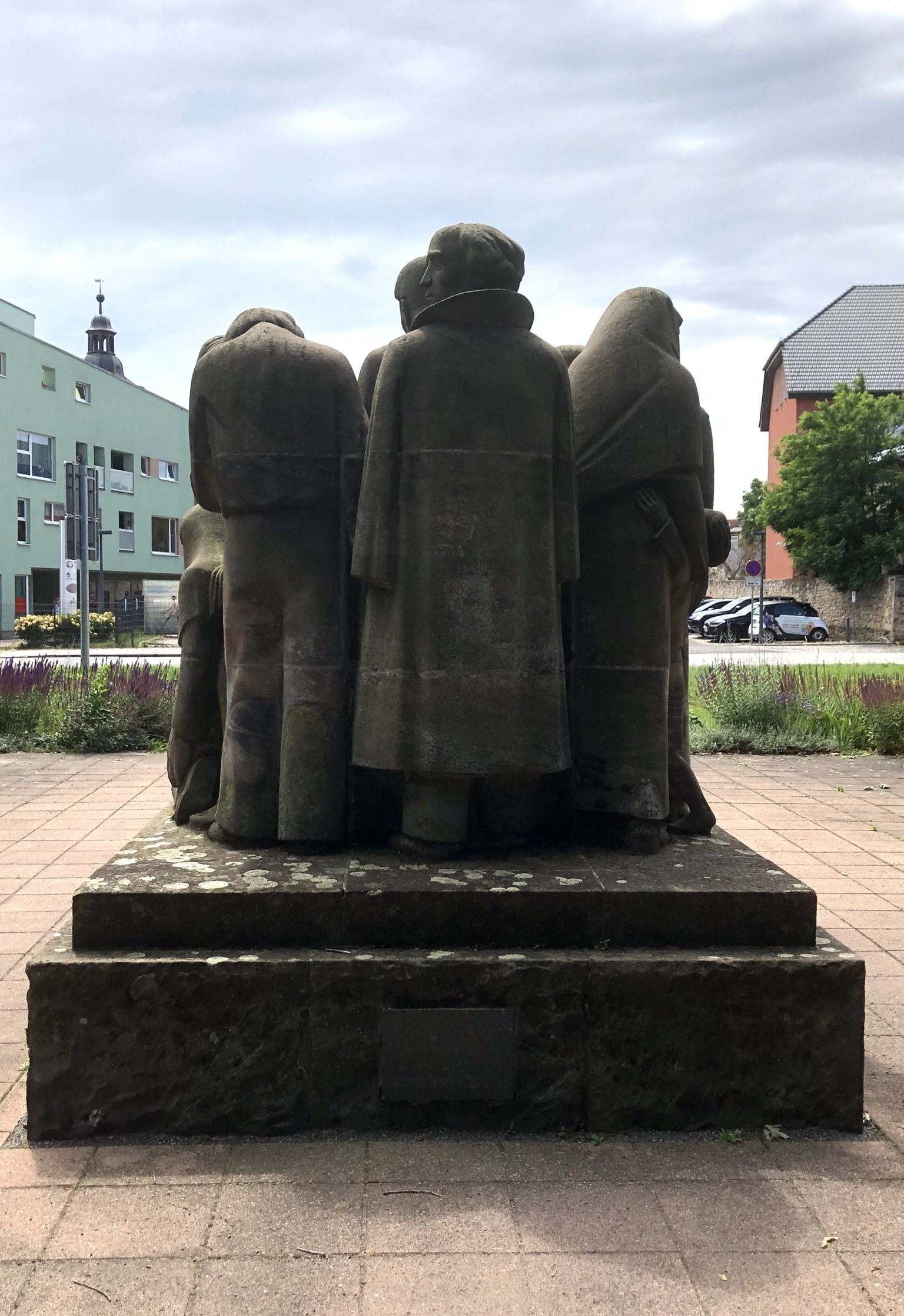
Rückseite

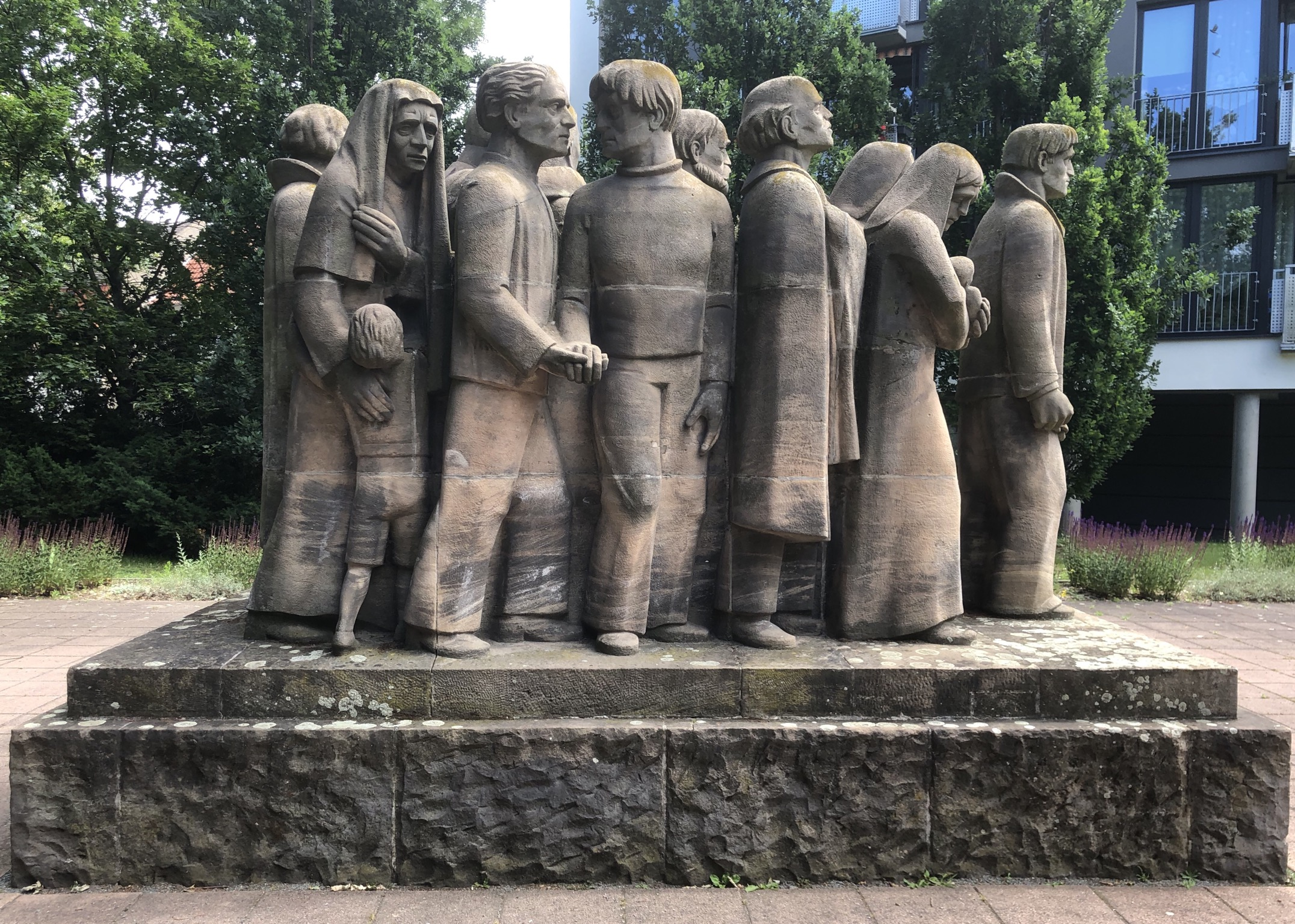
Westseite

Das Denkmal schuf laut Inschrift Bildhauer Richard Horn von 1949 bis 1951, anderen Angaben zufolge ab 1947. Der verwendete Sandstein stammt aus Nebra (Unstrut). Die Aufstellung erfolgte am 22. Juli 1951 auf dem damals Platz der Opfer des Faschismus bezeichneten Areal. Es erinnert an vierzig in der nationalsozialistischen Diktatur ermordete Menschen aus Schönebeck. Das Mahnmal galt als figurenreichsten Freiplastik in der DDR.
Die große Skulptur stellt eine Gruppe aus 20 Personen mit unterschiedlichen Charakteristika dar. Die zu einem Leidenszug gruppierten Frauen, Männer und Kinder stehen auf einem Quader von fünf Meter Länge und drei Meter Breite. Die Hände der Führungsfigur – sie stellt einen Widerstandskämpfer dar – sind mit einer Kette gefesselt. Der als unbeugsam beschriebene Widerstandskämpfer steht als Sieger über die Peiniger an der Spitze des Zuges. Weitere Figuren zeigen den Zusammengebrochenen und Verzweifelten, Abschied nehmende Freunde, ein in den Tod gehendes junges Paar, eine leidende Mutter mit Säugling, eine nach ihrem Kind suchende Mutter und einen nachdenklichen Greis am Zugende.
An der Frontseite des Mahnmals befindet sich die Inschrift:
DEN OPFERN DES FASCHISMUS

Im örtlichen Denkmalverzeichnis ist das Denkmal unter der Erfassungsnummer 094 61017 als Kleindenkmal verzeichnet.
Auf der Rückseite des Sockels befindet sich eine Steintafel mit der Inschrift:
Bildhauer Prof. R. Horn

entstanden in der Zeit

von 1949 bis 22.7.1951

unleserlich